# Saldanha (África do Sul)
Saldanha, também conhecida como Baía do Saldanha, é uma cidade de 21.636 habitantes, localizada a 110 km (70 mi) norte da Cidade do Cabo, na costa norte da Baía de Saldanha, na província de Cabo Ocidental na África do Sul . A sua condição de porto natural abrigado levou ao desenvolvimento como porto de exportação de minério de ferro de Sishen no Cabo Setentrional, que é transportado pela linha férrea Sishen – Saldanha . O porto é um dos maiores portos exportadores de minério de toda a África e tem capacidade para movimentar navios de até 200 mil toneladas de porte. A baía do Saldanha deve o seu nome a António de Saldanha, o capitão de um navio da frota de Albuquerque que visitou a África do Sul em 1503.

## Porto
O porto possui instalações de manuseio de minério de ferro a granel e óleo cru. São movimentados navios de até 21,5 metros de calado, bem como grandes navios petroleiros de até 20,5 metros de calado.

## Demografia (2011)[3]
- Área: 17.36 km2 (6.70 sq mi)
- População: 28.142: 1.621/km2 (4.20/sq mi)
- Famílias: 7.654: 440.81 por quilômetros quadrados (1,141.7/sq mi)

| Primeira língua | População | Percentagem |
| --------------- | --------- | ----------- |
| Africâner       | 18.524    | 70,3        |
| Xossa           | 5.176     | 19,6        |
| Inglês          | 1.059     | 7,0         |
| Sesoto          | 1.835     | 0,78        |
| Tsuana          | 170       | 0,65        |
| Outras          | 1.360     | 1,67        |
| Total           | 28.142    | 100         |